# دوري فلسطين 1944–45
دوري فلسطين 1944–45 هو موسم من دوري فلسطين. أشرف على تنظيمه اتحاد إسرائيل لكرة القدم، وفاز فيه نادي هبوعيل تل أبيب.